# Acropora arabensis
Acropora arabensis là một loài san hô trong họ Acroporidae. Loài này được Hodgson & Carpenter miêu tả khoa học năm 1995.